# Афрагола
Афрагола, Афраґола (італ. Afragola, неап. Afravola) — місто та муніципалітет в Італії, у регіоні Кампанія,  метрополійне місто Неаполь.
Афрагола розташована на відстані близько 190 км на південний схід від Рима, 11 км на північний схід від Неаполя.
Населення — 65 290 осіб (2014).

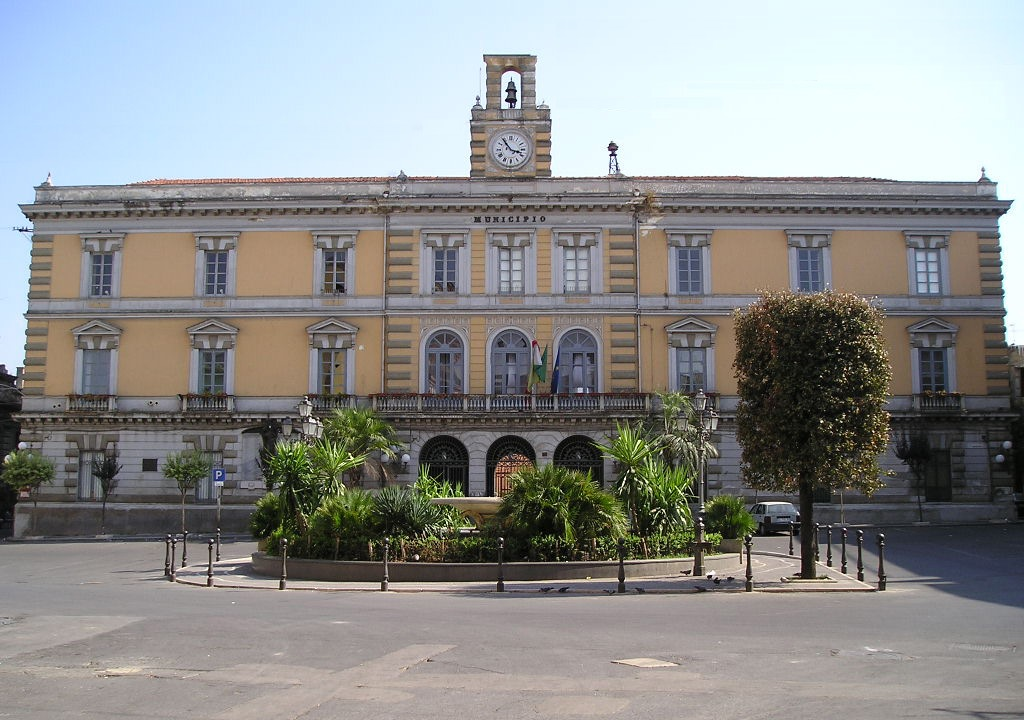

Щорічний фестиваль відбувається 19 вересня. Покровитель — Святий Януарій.

## Демографія
Населення за роками:

Станом на 1 січня 2023 року в муніципалітеті офіційно проживало 1867 іноземців з 63 країн, серед них 167 громадян країн Євросоюзу та 343 громадяни України.

## Сусідні муніципалітети
- Ачерра
- Кайвано
- Кардіто
- Казальнуово-ді-Наполі
- Казорія